# إيهاب المصري
إيهاب المصري هو لاعب كرة قدم مصري يلعب ضمن صفوف نادي منتخب السويس.

انتقل المصري لنادي المصري من المقاولون العرب في موسم الانتقالات الشتوية بموسم 2010 - 2011. يعد المصري هدافًا لنادي المقاولون العرب و يلعب في مركز وسط الملعب. أحرز إيهاب المصري العديد من الأهداف لنادي المقاولون العرب في الدوري الممتاز موسم 2009 - 2010.

## روابط خارجية
- إيهاب المصري على موقع Soccerway.com (الإنجليزية)
- إيهاب المصري على موقع كووورة